# Gypsy, Vénus de Broadway
Pour les articles homonymes, voir Gypsy.
Pour plus de détails, voir Fiche technique et Distribution.
Gypsy, Vénus de Broadway (Gypsy) est un film musical américain réalisé par Mervyn LeRoy, sorti le 1er novembre 1962.

## Synopsis
Dans les années 1920, en Amérique, Rose vit dans l'espoir de voir un jour sa fille June devenir une artiste du music-hall. Mais lorsque June se marie et la quitte, Rose reporte tout son espoir envers à sa fille ainée Louise.

## Fiche technique
- Titre : Gypsy, Vénus de Broadway
- Titre original : Gypsy
- Réalisation : Mervyn LeRoy

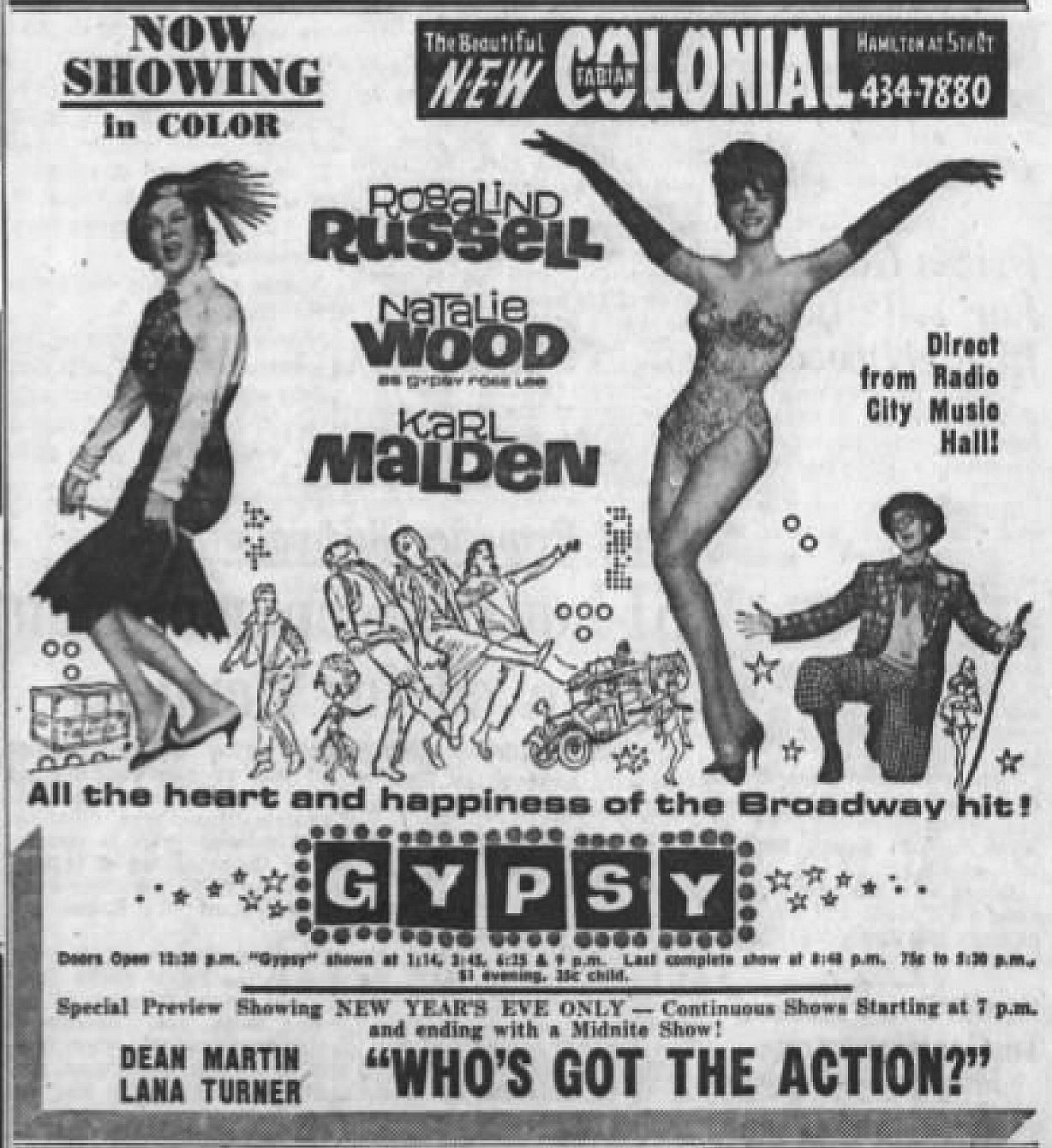
Affiche du film.

- Scénario : Leonard Spigelgass, d'après la comédie musicale Gypsy (Gypsy : A Musical Fable) — musique de Jule Styne, lyrics de Stephen Sondheim, livret d'Arthur Laurents —, créée à Broadway en 1959, et l'autobiographie Gypsy : A Memoir de Gypsy Rose Lee, publiée en 1957
- Musique : Jule Styne, Frank Perkins et Carl Brandt
- Chorégraphies : Robert Tucker et Jerome Robbins
- Photographie : Harry Stradling Sr.
- Montage : Philip W. Anderson
- Direction artistique : John Beckman
- Costumes : Bill Gaskin, Orry-Kelly et Howard Shoup
- Production : Mervyn LeRoy
- Société de production : Mervyn LeRoy Productions
- Société de distribution : Warner Bros.
- Pays d'origine : États-Unis
- Format : Couleur (Technicolor) - Son : 4-Track Stereo (RCA Sound Recording)
- Genre : film musical, biopic et comédie dramatique
- Durée : 143 minutes
- Dates de sortie :
  - États-Unis, 1er novembre 1962
  - France , 11 septembre 1963

## Distribution
- Natalie Wood : Louise « Gypsy Rose Lee » Hovick
- Rosalind Russell : Rose Hovick
- Karl Malden : Herbie Sommers
- Paul Wallace : Tulsa No. 2
- Betty Bruce : Tessie Tura
- Parley Baer : M. Kringelein
- Harry Shannon : « Grandpa »
- Morgan Brittany : June Hovick enfant
- Ann Jillian : June Hovick adulte
- Diane Pace : Louise Hovick enfant
- Faith Dane : Mazeppa
- Roxanne Arlen : Electra
- Jean Willes : Betty Cratchitt
- George Petrie : George
- Jule Styne : Le chef d'orchestre (caméo, générique de début)
- Herb Vigran : Annonceur au Minsky's (voix)
- Josette Banzet : Renée

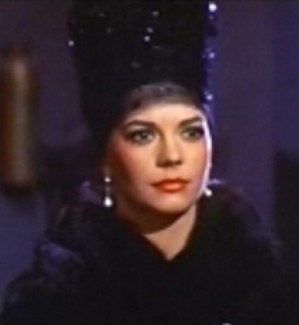
Natalie Wood
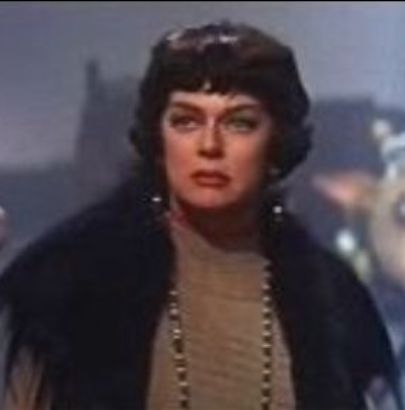
Rosalind Russell